# Den usynlige hær
Den usynlige hær er en dansk krigsfilm fra 1945, som er baseret på Knud Sønderbys bog af samme navn. Filmen er instrueret af Johan Jacobsen.

## Handling
Under tyskernes besættelse af Danmark 1940-1945 blev mange par adskilt. Det skete også for Alice (Bodil Kjer) og Poul (Mogens Wieth). Han har valgt at slutte sig til de engelske faldskærmstropper. Ensomheden og uvisheden fører til, at Alice imens indleder et forhold til Jørgen, som altid har været forelsket i hende. En dag dukker Poul pludselig op med det nazistiske politi, Gestapo, i hælene. Gestapo gennemsøger huset, men finder ikke Poul. Poul gør klar til et angreb på fabrikken "Metrodan", der fremstiller materiel til den tyske hær. Fabrikken er bygget af det firma, hvor Jørgen er arkitekt. Poul overtaler Jørgen til at vise ham en model af fabrikken. Poul aftaler derefter et møde med Alice uden at vide, at Gestapo kender til deres forbindelse. De har skygget Alice i lang tid for på den måde at finde frem til ham. Poul flygter, men bliver dræbt. Efter en samtale med Pouls højre hånd, Ole (Poul Reichhardt), træder Jørgen ind i Pouls sted for at fuldføre angrebet. Ved filmens slutning tager han afsked med Alice for at tage af sted. Indbyrdes og i forhold til frihedskampen er deres situation omsider afklaret.

## Medvirkende
- Bodil Kjer – Alice
- Ebbe Rode – Jørgen
- Mogens Wieth – Poul
- Asbjørn Andersen – Direktøren
- Maria Garland – Alices mor
- Buster Larsen – Modstandsmand
- Edvin Tiemroth – Modstandsmand
- Lau Lauritzen jun. – Tysk Kriminalrat
- Svend Methling – Præst
- Ole Monty – Betjent
- Poul Müller – Michelsen
- Henry Nielsen – Portner på Metrodan
- Jakob Nielsen – Værkfører på Metrodan
- Kjeld Petersen – Modstandsmand
- Poul Reichhardt – Ole, modstandsmand